# Burg Hengstfeld
Die Burg Hengstfeld ist eine abgegangene Turmhügelburg (Motte) nördlich der Kirche im Ortsteil Hengstfeld der Gemeinde Wallhausen im Landkreis Schwäbisch Hall in Baden-Württemberg.
Die Herren von Hengstfeld, Lehnsleute der Hohenlohe, sind bis 1312 als Inhaber der Burg, die vermutlich im 11. bis 12. Jahrhundert erbaut wurde, bezeugt. Nach dem Erlöschen der von Hengstenfeld kam die Burg mit Zubehör an die Dürre von Crailsheim und über deren Erben 1356 an die von Wollmershausen. Die Burg und der Ort wurden 1449 im Städtekrieg zerstört.